# Голиков, Леонид Александрович
Леони́д Алекса́ндрович Го́ликов (известный как Лёня Голиков; 17 июня 1926, Лукино, Старорусский уезд, Новгородская губерния, РСФСР, СССР — 24 января 1943, Острая Лука, Псковская область, РСФСР, СССР) — пионер-герой, тимуровец, участник Великой Отечественной войны, партизан, Герой Советского Союза (посмертно).

## Биография и участие в боевых действиях
Леонид Александрович Голиков родился 17 июня 1926 года в деревне Лукино Старорусского уезда (ныне — Парфинского района Новгородской области) в семье рабочего.
Окончил 7 классов. Работал на фанерном заводе № 2 посёлка Парфино.
Бригадный разведчик 67-го отряда 4-й Ленинградской партизанской бригады, действовавшей на территории Новгородской и Псковской областей. Участвовал в 27 боевых операциях. Особенно отличился при разгроме немецких гарнизонов в деревнях Апросово, Сосницы и Север.
Всего им уничтожено: 78 немцев, 2 железнодорожных и 12 шоссейных мостов, 2 продовольственно-фуражных склада и 10 автомашин с боеприпасами. Сопровождал обоз с продовольствием (250 подвод) в блокадный Ленинград. За доблесть и отвагу награждён орденом Ленина, орденом Красного Знамени, медалью «За отвагу» и медалью Партизану Отечественной войны II степени посмертно.
13 августа 1942 года, возвращаясь из разведки от шоссе «Луга — Псков», неподалёку от деревни Варницы Струго-Красненского района гранатой подорвал легковую машину, в которой находился немецкий генерал-майор инженерных войск Рихард фон Виртц.
В донесении командира отряда указывалось, что Голиков в перестрелке застрелил из автомата генерала, а также сопровождавших его офицера и шофёра, однако после этого, в 1943—1944 годах, генерал Виртц командовал 96-й пехотной дивизией, а в 1945 году был взят в плен американскими войсками. В штаб бригады разведчик доставил портфель с документами. В их числе были чертежи и описание новых образцов немецких мин, инспекционные донесения вышестоящему командованию и другие важные бумаги военного характера. 
24 января 1943 года в бою в селе Острая Лука Псковской области Леонид Голиков погиб. Представлен к званию Героя Советского Союза посмертно.
Впоследствии был внесён в список пионеров-героев, хотя уже к началу войны ему исполнилось 15 лет.
Долгое время считалось, что фотографий Лёни Голикова не сохранилось, и для портрета, созданного Виктором Фоминым в 1958 году, позировала сестра Лёни — Лида. Но есть и подлинная фотография героя.
О подвиге Голикова написал очеркист Анатолий Вахов. Во время Великой Отечественной войны вышла его первая книга очерков о партизанах «Девять бесстрашных» (1944). В книге А. А. Вахова на странице 61 помещена фотография Лёни Голикова, сделанная в тылу врага корреспондентом ЛенТАСС, о чём свидетельствует штамп в нижнем правом углу. Это, возможно, единственное сохранившееся подлинное фото героя. Существуют две фотографии героя, представленные в книгах А. Вахова и Ю. Королькова, но ни одна из них не является достоверной фотографией Л. Голикова.
Похоронен в деревне Острая Лука Дедовичского района Псковской области.

## Награды
- Герой Советского Союза (посмертно). Звание присвоено Указом Президиума Верховного Совета от 2 апреля 1944 года.
- Орден Ленина.
- Орден Красного Знамени.
- Медаль «За отвагу», приказ войскам СЗФ № 0904 от 30 июля 1942 года.
- Медаль «Партизану Отечественной войны» II степени.

## Память
- В честь Лёни Голикова назван детский лагерь в городе Зеленоградске Калининградской области. Там же установлен памятник.
- Имя Лёни Голикова носит улица в городе Калининграде.
- Имя Лёни Голикова носит улица в городе Омске.
- Имя Лёни Голикова носит улица в городе Донецке.
- Имя Лёни Голикова носит улица в городе Стерлитамаке[11].
- В честь Лёни Голикова назван переулок Голикова и установлен памятник[12] в г. Йошкар-Ола (Республика Марий Эл).
- В честь Лёни Голикова названа средняя общеобразовательная школа № 13 в г. Йошкар-Ола (Республика Марий Эл).
- В честь Лёни Голикова в Кировском районе Санкт-Петербурга названа улица (проходит от проспекта Стачек до проспекта Народного Ополчения).
- Именем Лёни Голикова названы также улицы в Великом Новгороде (бульвар, улица), Пскове, Старой Руссе (переулок), Окуловке, Калининграде, Донецке, посёлках Пола и Парфино и др.[13]
- Имя Лёни Голикова носил детский лагерь в Раменском районе Московской области, принадлежавший ОАО «СКТБЭ»[14].
- Один из кораблей Новгородского клуба юных моряков носил имя «Партизан Лёня Голиков»[15].
- Памятник Лёне Голикову установлен в селе Ягодное, близ Тольятти — территория бывшего пионерского лагеря «Алые паруса».
- Памятник Лёне Голикову установлен в Евпатории — территория бывшего пионерского лагеря «Золотой Берег».
- Памятник Лёне Голикову установлен в одноимённом сквере в Великом Новгороде.
- На территории Выставки достижений народного хозяйства у входа в павильон № 8 установлен бюст скульптора Наума Конгисера.
- Явился прототипом персонажа российско-японско-канадского анимационного фильма в жанре фэнтези «Первый Отряд».
- Персонаж романа Эдуарда Веркина «Облачный полк» (2012).
- В 2015 году барельеф Лёни Голикова установлен на Аллее пионеров-героев (Ульяновск)[16].
- Барельеф в парке "Алое поле", г. Челябинск.
- Имя Лёни Голикова носит пионерская дружина ГУО «Средняя школа №10 г. Светлогорска имени С. Л. Краснопёрова».

- Леонид Голиков и Валя Котик на марке Почты СССР, 1962
- Мемориальный знак на месте подвига Голикова Струго-Красненский район, Псковская область
- Мемориальная надпись на месте подвига Голикова
- Памятник Лёне Голикову в Великом Новгороде
- Барельеф Лёни Голикова на Аллее пионеров-героев (Ульяновск)
- Старая Русса. Рельеф «Смена партизанского движения в Старой Руссе», смертельно раненый командир 4-й Старорусской партизанской бригады С. М. Глебов, его поддерживает Лёня Голиков